# Ganzi (häradshuvudort i Kina, Sichuan Sheng, lat 31,63, long 99,99)
Ganzi (kinesiska: 甘孜) är en häradshuvudort i Kina. Den ligger i provinsen Sichuan, i den sydvästra delen av landet, omkring 400 kilometer väster om provinshuvudstaden Chengdu. Antalet invånare är 16 920. Befolkningen består av 8 157 kvinnor och 8 763 män. Barn under 15 år utgör 15,0 %, vuxna 15-64 år 79 %, och äldre över 65 år 4,0 %.
Runt Ganzi är det mycket glesbefolkat, med 5 invånare per kvadratkilometer. Det finns inga andra samhällen i närheten. Trakten runt Ganzi består i huvudsak av gräsmarker.
Genomsnittlig årsnederbörd är 886 millimeter. Den regnigaste månaden är juni, med i genomsnitt 222 mm nederbörd, och den torraste är december, med 2 mm nederbörd.